# Supplyfartyg

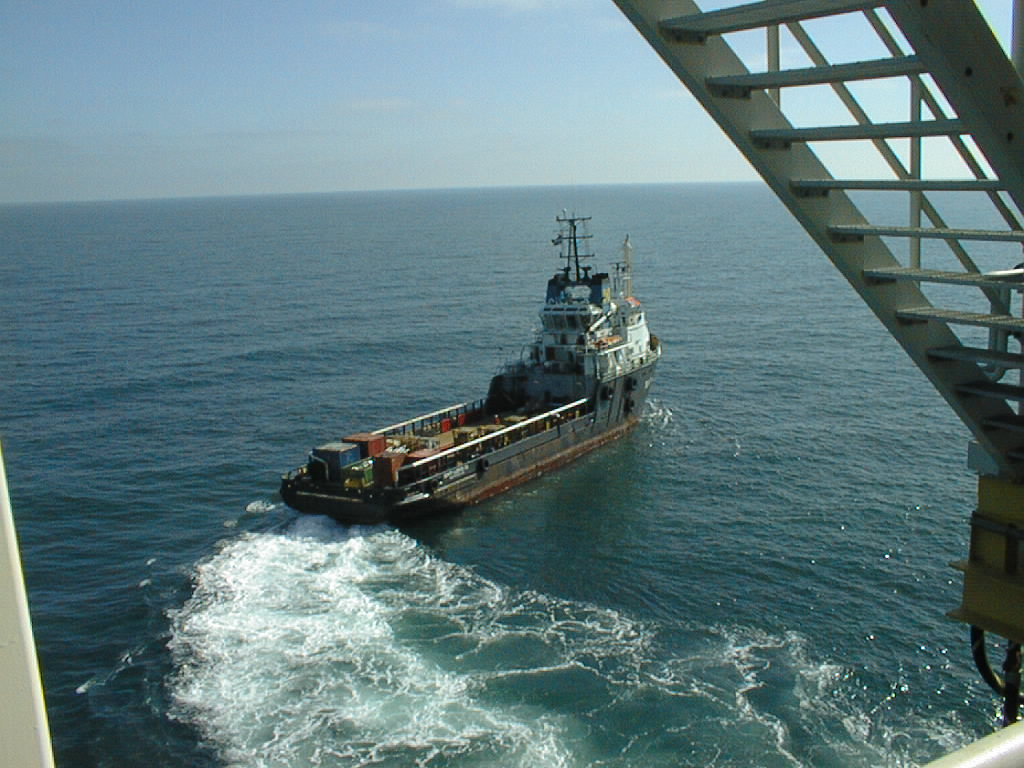
Platform Supply Vessel

Ett Supplyfartyg (eng: Platform Supply Vessel, eller PSV) är ett fartyg speciellt utformat för att frakta ut förnödenheter till oljeplattformar. Fartyg av klassen har  normalt en längd mellan 60 och 120 meter.
En supplyfartyg fraktar ut allt material som en oljerigg behöver, antingen i containrar; reservdelar, mat och borrutrustning, eller i bulk; bränsle (MGO - Marine Gas Oil eller ULSD - Ultra-low Sulfur Diesel ) (för generatorer), dricksvatten, borrvatten, cement i bulk (pulverform), som används för att fylla igen borrhålen (kan vara barit, bentonit och cement). Man kan även lasta metanol, baseoil (en sorts paraffin), brine (saltlake) och mud (lera). Leran kan vara oljebaserad (OBM) eller vattenbaserad (WBM) och hålls i rotation av agitatorer (stora vispar) för att innehållet i tankarna inte ska stelna.